# Рудня (Азинский сельсовет)
Рудня (бел. Ру́дня) — деревня в Полоцком районе Витебской области Беларуси. В составе Азинского сельсовета.

## География
Ближайшие населённые пункты Артейковичи, Дохноры и др.

### Гидрография
Река Дохнарка. Недалеко озеро Дохнарское.

## История
В 1906 году в Артейковичской волости Полоцкого уезда Витебской губернии, 14 дворов.
До 20 мая 1960 года деревня входила в состав Захарничского сельсовета.

## Население

### Численность
- 2009 год — 2 жителя

### Динамика
- 1999 год — 2 жителя (перепись населения)
- 2009 год — 2 жителя (перепись населения)[2]